# Saints and Sinners (album d'All Saints)
Pour les articles homonymes, voir Saints and Sinners.
Albums de All Saints
All Saints
(1997) All Hits
(2001)
Singles
1. Pure Shores
Sortie : 7 février 2000
2. Black Coffee
Sortie : 2 octobre 2000
3. All Hooked Up
Sortie : 27 janvier 2001

Saints & Sinners est le deuxième album du girl group britanno-canadien All Saints sorti le 16 octobre 2000 sur le label discographique London Records.
Il connaît un succès international, inférieur cependant à celui du premier album All Saints, sorti trois ans plus tôt. Il atteint la première place des ventes d'albums au Royaume-Uni, et génère trois singles: Pure Shores, chanson écrite pour le film La Plage (The Beach), qui se classe no 1 au Royaume-Uni au même titre que le second single, Black Coffee. All Hooked Up, le dernier extrait, se place 7e au Royaume-Uni.
On note la présence à la production et la composition de plusieurs chansons de William Orbit, connu pour son travail sur l'album Ray of Light de Madonna sorti en 1998, qui oriente la musique du groupe vers des sonorités plus électroniques.

## Liste des titres
Édition standard européenne
| 1.    | Pure Shores             | - Shaznay Lewis - William Orbit                                 | William Orbit                       | 4:28 |
| 2.    | All Hooked Up           | - Lewis - Karl Gordon                                           | Karl Gordon                         | 3:48 |
| 3.    | Dreams                  | - Natalie Appleton - Cris Bonacci - Karen Wilkin - Orbit        | - Cameron McVey - Paul Simm - Orbit | 4:24 |
| 4.    | Distance                | - Lewis - Gordon - Kyle McCray                                  | Gordon                              | 4:25 |
| 5.    | Black Coffee            | - Kirsty Elizabeth - Tom Nichols - Alex Von Soos                | Orbit                               | 4:45 |
| 6.    | Whoopin' Over You       | - Lewis - Johnny Douglas                                        | Johnny Douglas                      | 4:04 |
| 7.    | I Feel You              | - Melanie Blatt - Russell Nash - Femmi Williams - Stuart Zender | - Stuart Zender - Femmi Fem         | 5:35 |
| 8.    | Surrender               | - Lewis - Orbit                                                 | Orbit                               | 5:10 |
| 9.    | Ha Ha                   | - Blatt - Douglas                                               | Douglas                             | 4:08 |
| 10.   | Love Is Love            | - Lewis - Douglas                                               | Douglas                             | 4:06 |
| 11.   | Ready, Willing and Able | - Lewis - Gordon                                                | Gordon                              | 3:36 |
| 12.   | Saints & Sinners        | - Lewis - Gordon - Michelle Escoffery                           | Gordon                              | 4:15 |
| 52:53 |                         |                                                                 |                                     |      |

Titres bonus édition Royaume-Uni
| No  | Titre                  | Auteur                                             | Producteur(s) | Durée |
| --- | ---------------------- | -------------------------------------------------- | ------------- | ----- |
| 13. | I Don't Wanna Be Alone | - Lewis - Gordon - Wayne Hector - Alistair Tennant | Gordon        | 4:15  |
| 14. | One More Tequila       | - Lewis - Gordon                                   | Gordon        | 3:42  |

Titres bonus édition australienne
| No  | Titre                                      | Auteur                           | Producteur(s)          | Durée |
| --- | ------------------------------------------ | -------------------------------- | ---------------------- | ----- |
| 13. | Pure Shores (2 Da Beach U Don' Stop Remix) | - Lewis - Orbit                  | - Orbit - Gordon       | 5:00  |
| 14. | Black Coffee (The Neptunes Remix)          | - Elizabeth - Nichols - Von Soos | - Orbit - The Neptunes | 4:45  |

## Classements hebdomadaires
| Classement (2000)                      | Meilleure place |
| -------------------------------------- | --------------- |
| Allemagne (Media Control AG)           | 14              |
| Australie (ARIA)                       | 20              |
| Autriche (Ö3 Austria Top 40)           | 12              |
| Belgique (Flandre Ultratop)            | 27              |
| Belgique (Wallonie Ultratop)           | 39              |
| Écosse (OCC)                           | 1               |
| Finlande (Suomen virallinen lista)     | 19              |
| France (SNEP)                          | 36              |
| Irlande (IRMA)                         | 2               |
| Italie (FIMI)                          | 22              |
| Norvège (VG-lista)                     | 15              |
| Nouvelle-Zélande (RIANZ)               | 8               |
| Pays-Bas (Mega Album Top 100)          | 16              |
| Royaume-Uni (UK Albums Chart)          | 1               |
| Royaume-Uni (UK Hip Hop and R&B Chart) | 1               |
| Suède (Sverigetopplistan)              | 10              |
| Suisse (Schweizer Hitparade)           | 7               |

## Certifications
| Pays              | Certification | Unités certifiées |
| ----------------- | ------------- | ----------------- |
| Australie (ARIA)  | Or            | 35 000            |
| Danemark (IFPI)   | Or            | 25 000            |
| Europe (IFPI)     | Platine       | 1 000 000         |
| Royaume-Uni (BPI) | 2 × Platine   | 600 000           |